# Algol W
Algol W est une version du langage Algol due à Niklaus Wirth, proposée au comité Algol 68 pour succéder à Algol 60. Bien qu'antérieure au Pascal, elle était plus puissante à certains points de vue. En particulier toute expression ou tout bloc ramenait un résultat, ce qui permettait l'écriture d'expressions particulièrement élégantes.
Algol-W est visiblement une étape transitoire entre Algol 60 et Pascal. Il représente une modification relativement légère d'Algol 60, auquel N. Wirth a ajouté les types de données « string », « bitstring », les nombres complexes et les références à des enregistrements (structures), ainsi que le passage de paramètres par valeur, sans changer grand-chose d'autre.
Comme tous les autres langages de Wirth (Pascal, Modula-2, Oberon, etc.), Algol-W est un petit langage à typage statique qui diffère beaucoup moins d'Algol 60 que d'Algol 68, langage nettement plus « gros » et plus complexe.
C'est avec ALGOL W qu'en 1970 Brent programma, sur un IBM 360/67, l'algorithme de multiplication rapide de Strassen, démontrant son efficacité pour le produit de deux matrices carrées de plus de 110 lignes.

## Exemple
```
record
 PERSON (
    
string
 NAME; 
    
integer
 AGE; 
    
logical
 MALE; 
    
reference
(PERSON) FATHER, MOTHER, YOUNGESTOFFSPRING, ELDERSIBLING
);

reference
(PERSON) 
procedure
 YOUNGESTUNCLE (
reference
(PERSON) R);
    
begin

        
reference
(PERSON) P, M;
        P := YOUNGESTOFFSPRING(FATHER(FATHER(R)));
        
while
 (P ¬= 
null
) and (¬ MALE(P)) 
or
 (P = FATHER(R)) 
do

            P := ELDERSIBLING(P);
        M := YOUNGESTOFFSPRING(MOTHER(MOTHER(R)));
        
while
 (M ¬= 
null
) 
and
 (¬ MALE(M)) 
do

            M := ELDERSIBLING(M);
        
if
 P = 
null
 
then
 
            M 
        
else
 
if
 M = 
null
 
then
 
            P 
        
else
 
            
if
 AGE(P) < AGE(M) 
then
 P 
else
 M
    
end
```